# Šeksna (città)
Šeksna (in russo Шексна?) è un insediamento di tipo urbano, capoluogo dello Šeksninskij rajon dell'Oblast' di Vologda, nella Russia europea.